# Inmigración peruana en Argentina
La inmigración peruana en Argentina se refiere al movimiento migratorio desde Perú hacia Argentina. 
Actualmente residen más de 156 251 peruanos en Argentina (de acuerdo a cifras del censo nacional de 2022), aunque según los datos del RENAPER podrían ser más de 227.179 en 2024. La comunidad peruana es la cuarta colectividad de extranjeros con mayor peso en el país, ubicándose por detrás de los inmigrantes bolivianos, paraguayos, venezolanos, y superior a los chilenos y uruguayos. La comunidad es la cuarta más importante de peruanos en el exterior, después de las de Estados Unidos, España y Chile, y primera entre los países latinoamericanos.

## Historia y características

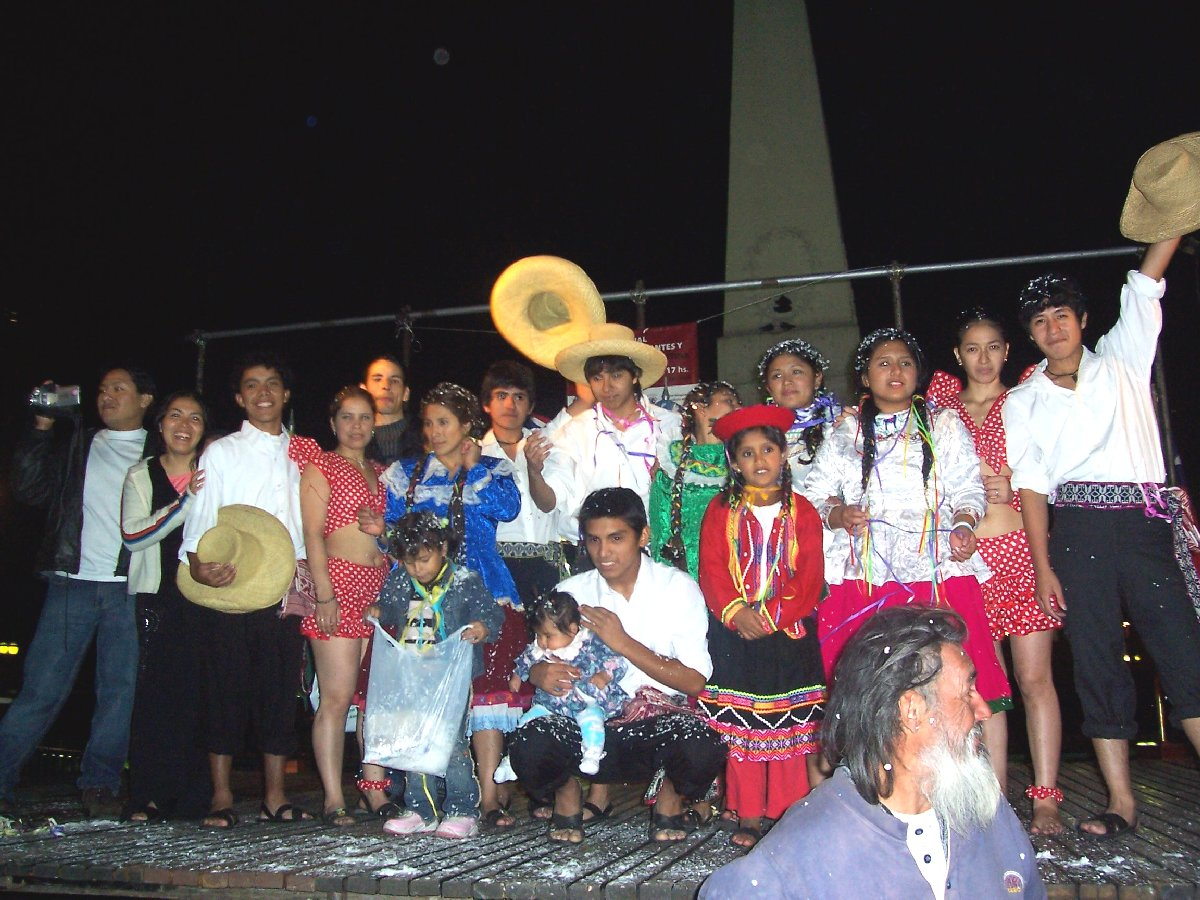
Peruanos en el Día del Inmigrante 2006 en Buenos Aires.

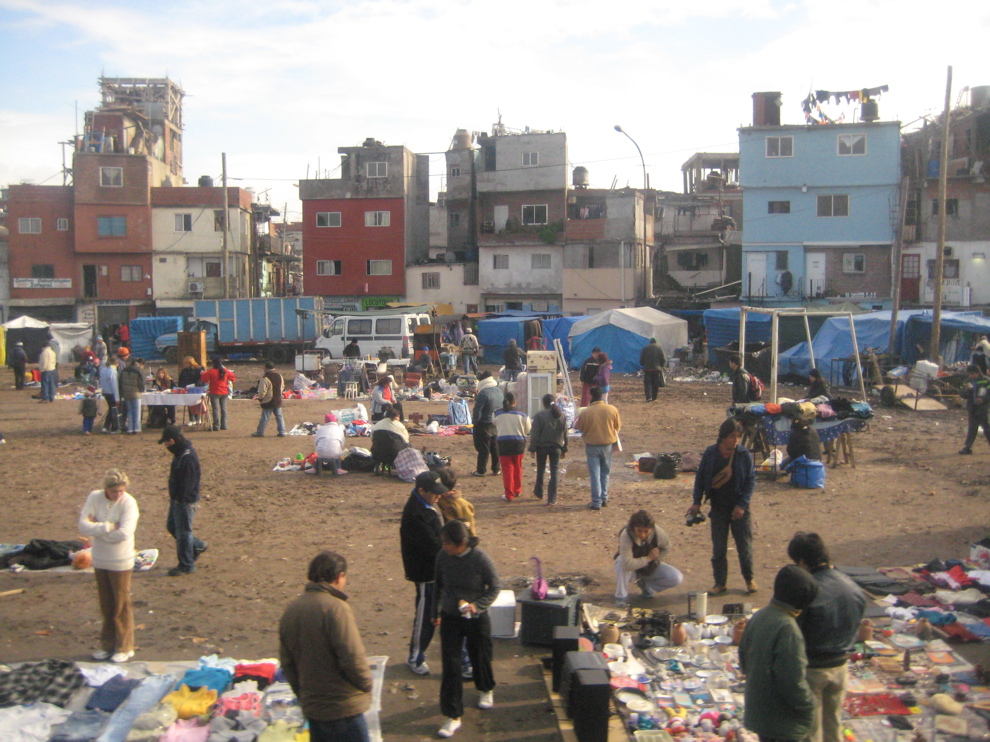
La Villa 31 es una de las villas con más peruanos en Buenos Aires.

El asentamiento peruano en Argentina como corriente importante recién comenzó a producirse a partir de la década de 1980, producto de la inestabilidad económica sufrida por el Perú en aquella época, que provocó un flujo migratorio de ciudadanos peruanos al exterior; la delicada situación económica que también sufría Argentina en esos tiempos (incluyendo un proceso hiperinflacionario) no impidió la llegada de los inmigrantes peruanos. 
El censo argentino del año 1980 contabilizó 8561 residentes peruanos; para 1991, esa cifra había trepado a 15 939, y hacia 2001, a 88 260, representando el 5,8 % del total de inmigrantes en el país y convirtiéndola en la séptima comunidad extranjera más grande, detrás de los bolivianos, paraguayos, chilenos, italianos, españoles, y uruguayos. En 2010, la colectividad peruana se posicionó como la cuarta comunidad inmigrante en importancia detrás de la paraguaya, la boliviana, y la chilena, contando con 157 514 habitantes y habiendo registrado un crecimiento del 1739,90 % desde 1980.
El 17 de abril de 2006, la gestión de Kirchner puso en marcha el Plan Patria Grande, con el fin de conceder la residencia a los inmigrantes provenientes de las naciones miembros y asociados del Mercado Común del Sur (Mercosur) que se encontraran en situación de irregularidad documental; este programa fue continuado por su sucesora, Cristina Fernández. Hasta agosto de 2010, se habían inscripto en el programa 423 697 extranjeros, de los cuales 47 455 eran peruanos.
Al 2017, sumaban 350 000 residentes, de acuerdo a la Dirección Nacional de Migraciones (DNM).
La inmigración peruana se ha diseminado mayormente en las grandes ciudades argentinas, habiendo importantes colonias en la ciudad autónoma de Buenos Aires y la vecina provincia de Buenos Aires, Córdoba, Mendoza, y Santa Fe. En la ciudad de Buenos Aires, residen particularmente en los barrios de Balvanera y San Telmo. Destacan mayormente en los rubros de la agricultura, el comercio, y la labor doméstica, entre otras áreas.
Buenos Aires Celebra Perú es un evento con desfiles, espectáculos, gastronomía peruana y productos típicos del Perú llevado a cabo cada año sobre la avenida de Mayo en Buenos Aires.

#### Polémica por cambios en la política migratoria
A fines de 2016 y comienzos de 2017, comenzó un debate sobre una reforma de la ley migratoria en Argentina. La administración de Mauricio Macri (2015-2019) decidió impulsar dichas modificaciones con la finalidad de prevenir delitos cometidos por extranjeros y personas vinculadas al narcotráfico.  
Las medidas fueron precedidas en gran parte por comentarios de individuos del gobierno nacional, los cuales fueron catalogados como «discriminatorios, xenófobos y divisorios» por algunos sectores de la oposición y repudiados por funcionarios cuyos países tienen una gran cantidad de residentes en Argentina (donde se destacó, entre otros, el entonces presidente boliviano, Evo Morales). A fines de enero de 2017, Macri firmó un decreto modificatorio de la ley de migraciones para acelerar el proceso de deportación de extranjeros que cometan delitos en territorio argentino.
En línea con la reforma impulsada por el presidente Macri, la Ministra de Seguridad, Patricia Bullrich, apuntó contra los ciudadanos de nacionalidad boliviana, paraguaya y peruana residentes en el país, acusándolos de cometer delitos de narcotráfico y pidió «ordenar» las relaciones bilaterales con Bolivia, Paraguay, y Perú. Presentó cifras de presos en Argentina, indicando que «en las cárceles federales, el 33 por ciento de presos extranjeros son por delitos federales» y quienes provienen de «los países productores de algún estupefaciente la relación aumenta enormemente». También declaró que: «Acá vienen ciudadanos peruanos y se terminan matando por el control de la droga; acá vienen ciudadanos paraguayos y se terminan matando por el control de la droga, no tanto bolivianos».

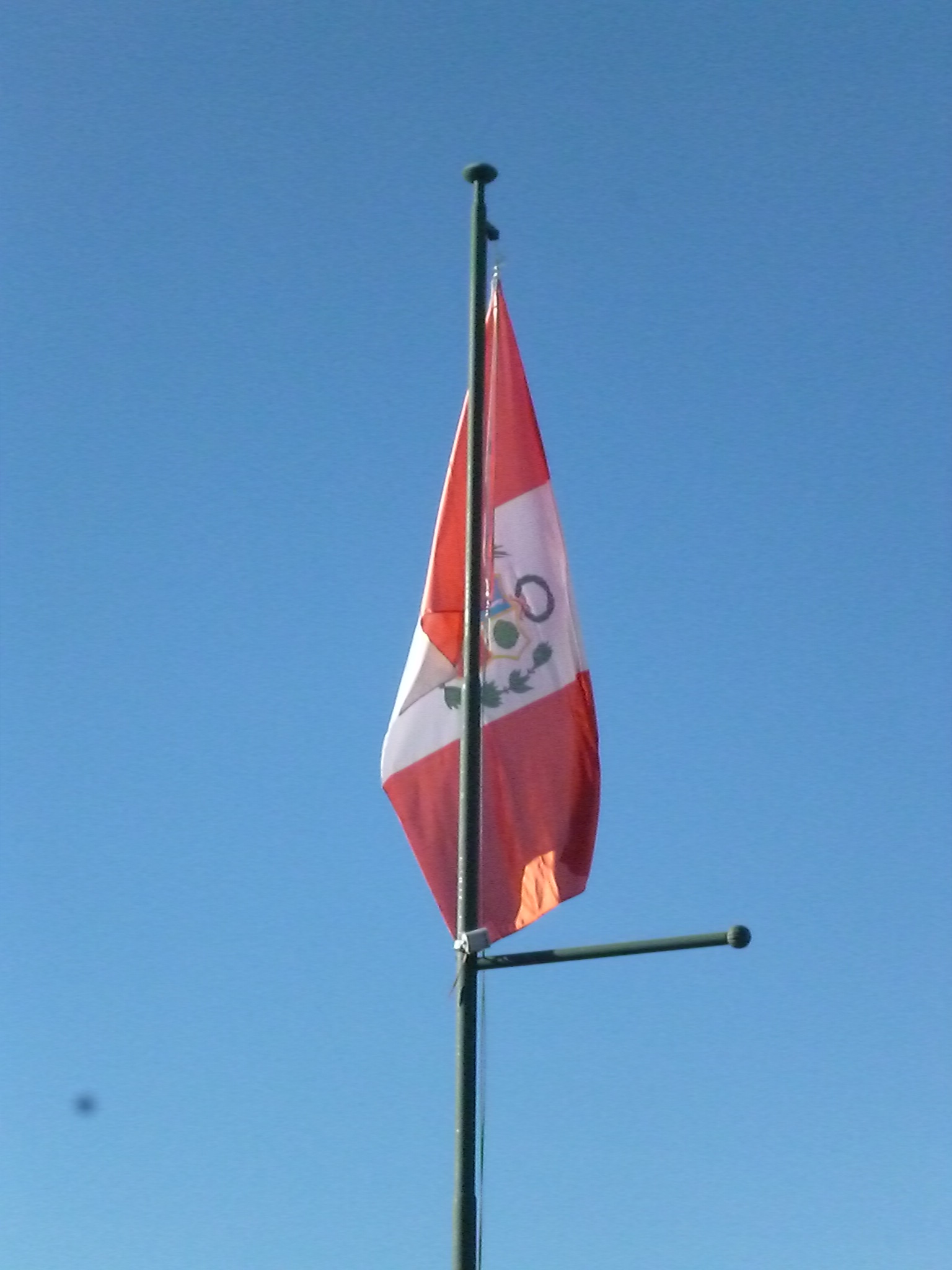
Bandera del Perú en la plaza de las Colectividades de Trelew, provincia del Chubut.

## Resultados censales
| Peruanos viviendo en Argentina según los censos argentinos de población y vivienda |
| ---------------------------------------------------------------------------------- |
|                                                                                    |
| Fuente : Instituto Nacional de Estadística y Censos (INDEC) de Argentina           |
| Gráfica elaborada por : Wikipedia                                                  |

## Distribución territorial

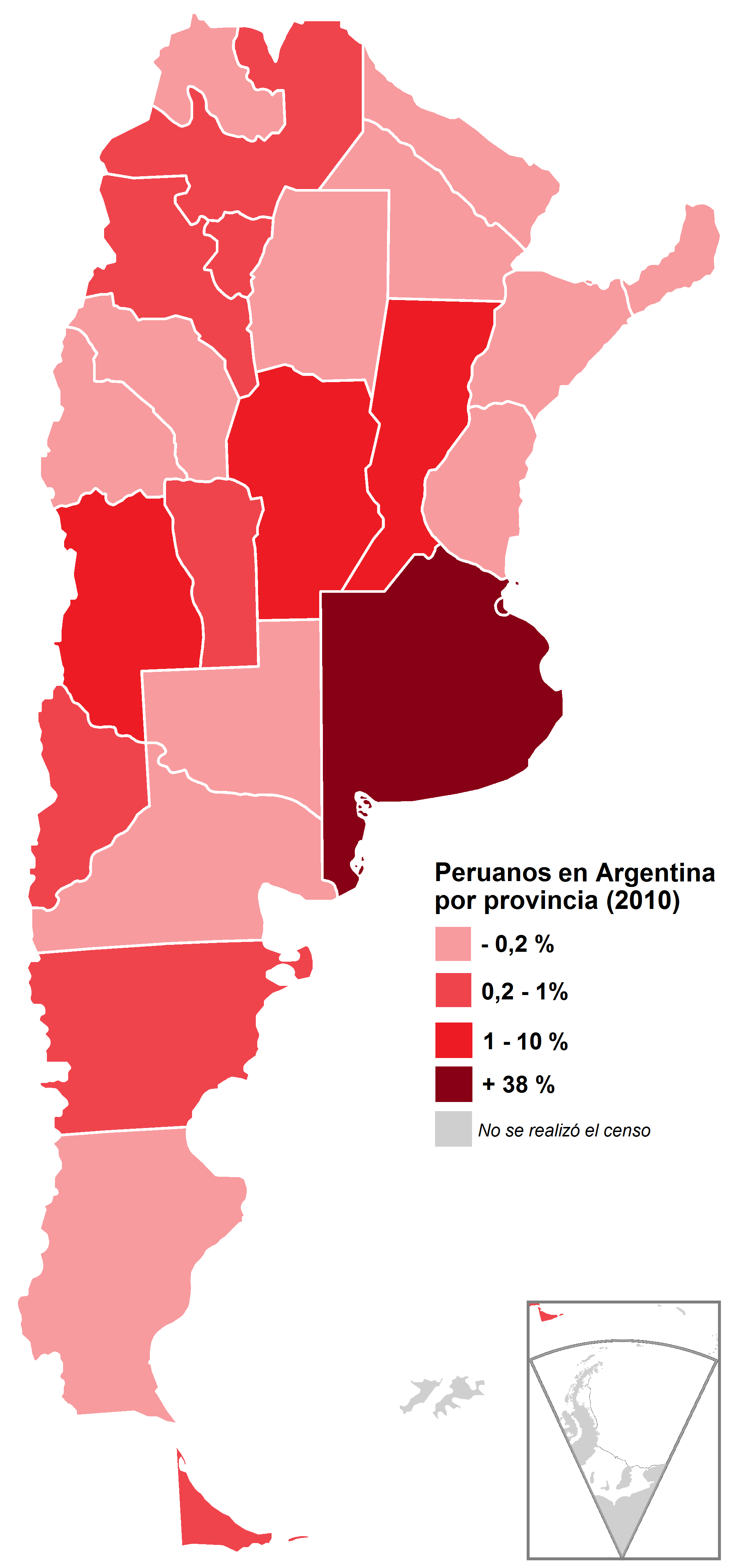
Porcentaje de peruanos en Argentina por provincia según el censo 2010.

El censo nacional de 2022 registró 156 251 personas nacidas en el Perú. La siguiente tabla muestra la distribución en las 23 provincias y la ciudad autónoma de Buenos Aires (CABA) según los datos del censo:

Peruanos residiendo en el Gran Buenos Aires, según el censo de 2022.

| Rango | Provincia              | Nacidos en Perú | Porcentaje | Porcentaje de la región |
| ----- | ---------------------- | --------------- | ---------- | ----------------------- |
| 1     | Buenos Aires Provincia | 76.778          | 44,05 %    | 0.79%                   |
| 2     | Ciudad de Buenos Aires | 51.047          | 38,00 %    | 4.08%                   |
| 3     | Córdoba                | 12.819          | 7,90 %     | 0.72%                   |
| 4     | Mendoza                | 4.786           | 3,40 %     | 0.38%                   |
| 5     | Santa Fe               | 3.988           | 2,54 %     | 0.2%                    |
| 6     | Tucumán                | 1.014           | 0,64 %     | 0.07%                   |
| 7     | Chubut                 | 687             | 0,39 %     | 0.23%                   |
| 8     | Neuquén                | 514             | 0,27 %     | 0.15%                   |
| 9     | San Luis               | 488             | 0,24 %     | 0.15%                   |
| 10    | Salta                  | 448             | 0,21 %     | 0.07%                   |
| 11    | Entre Ríos             | 432             | 0,21 %     | 0.17%                   |
| 12    | Jujuy                  | 400             | 0,20 %     | 0.26%                   |
| 13    | Tierra del Fuego       | 374             | 0,20 %     | 0.56%                   |
| 14    | Río Negro              | 338             | 0,18 %     | 0.09%                   |
| 15    | Santa Cruz             | 338             | 0,17 %     | 0.05%                   |
| 16    | Corrientes             | 272             | 0,17 %     | 0.08%                   |
| 17    | La Rioja               | 271             | 0,15 %     | 0.12%                   |
| 18    | San Juan               | 252             | 0,13 %     | 0.03%                   |
| 19    | Santiago del Estero    | 245             | 0,13 %     | 0.09%                   |
| 20    | Catamarca              | 233             | 0,12 %     | 0.03%                   |
| 21    | Misiones               | 230             | 0,10 %     | 0.03%                   |
| 22    | Chaco                  | 125             | 0,09 %     | 0.03%                   |
| 23    | Formosa                | 88              | 0,05 %     | 0.06%                   |
| 24    | La Pampa               | 86              | 0,04 %     | 0.02%                   |
| TOTAL | Argentina              | 156.251         | 100 %      | 0.63%                   |

## Sexo y grupos de edad
Según el censo argentino de 2010, del total de 157 514 personas nacidas en el Perú, 70 899 son hombres y 86 615 mujeres. Del total de hombres, 6.860 tienen entre 0 y 14 años, 61 393 entre 15 y 64, y 2646 son mayores de 65 años de edad. Del total de mujeres, 7058 tienen entre 0 y 14 años, 77 060 entre 15 y 64, y 2497 son mayores de 65 años de edad.

## Flujos migratorios
Durante los años 2010, la inmigración de ciudadanos peruanos hacia Argentina continúa siendo un fenómeno importante, teniendo un pico de 45 966 radicaciones (temporarias y permanentes) en 2012. 
| 1999        | 9.819   |
| 2000 - 2003 | 19.432  |
| 2004 - 2007 | 95.518  |
| 2008 - 2011 | 111.513 |
| 2012 - 2015 | 141.444 |
| 2016 - 2019 | 70.536  |
| 2020 - 2023 | 40.901  |
| Total       | 489.163 |

Fuente: Instituto Nacional de Estadísticas y Censos (INDEC) y Dirección Nacional de Migraciones (DNM).